# Corydalis filicina
Corydalis filicina är en vallmoväxtart som beskrevs av David Prain. Corydalis filicina ingår i släktet nunneörter, och familjen vallmoväxter. Inga underarter finns listade i Catalogue of Life.